# الرباط (السدة)

تعديل مصدري - تعديل

الرباط محلة تابعة لقرية المعبر، التابعة لعزلة جبل عصام بمديرية السدة إحدى مديريات محافظة إب في الجمهورية اليمنية.، بلغ تعداد سكانها 23 حسب تعداد اليمن لعام 2004.